# Mesure védique du temps
 (mai 2009).
Si vous disposez d'ouvrages ou d'articles de référence ou si vous connaissez des sites web de qualité traitant du thème abordé ici, merci de compléter l'article en donnant les références utiles à sa vérifiabilité et en les liant à la section « Notes et références ».

Mesure védique du temps en échelle logarithmique.

La mesure védique du temps utilise les unités décrites ci-dessous :

## Métrique sidérale
- un pranamu est l'intervalle normal de clignement d'œil chez l'être humain, soit approximativement 4 secondes ;
- un vighadiya  vaut 6 pranamus, soit approximativement 24 secondes ;
- un ghadiya  vaut 60 vighadiyas, soit approximativement 24 minutes ;
- un muhurta est égal à 2 ghadiyas, soit approximativement 48 minutes ;
- un nakshatra ahoratram ou jour sidéral équivaut à 30 muhurtas, soit approximativement 24 heures[1].

## Petites unités de temps utilisées dans les védas
- un leekshakamu est le 60e d'un pranamu, ou le 15e d'une seconde ;
- un lavamu est le 60e d'un leekshakamu, ou le 900e d'une seconde ;
- un renuvu est le 60e d'un lavamu, ou le 54 000e d'une seconde ;
- un truti  est le 60e d'un renuvu, ou le temps qu'il faut à une aiguille pour pénétrer dans une feuille de lotus, ou le 3 240 000e d'une seconde.[Information douteuse]

## Métrique lunaire
- le Tithi (écrit parfois thithi) ou jour lunaire est défini comme le temps nécessaire à l'angle longitudinal entre la Lune et le Soleil pour augmenter de 12°. Les tithis commencent à des heures variables du jour et ont une durée qui varie approximativement de 19 à 26 heures ;
- un paksa ou  quinzaine lunaire se compose de 15 tithi' ;
- un masa ou mois lunaire (approximativement 29,5 jours) est divisé en deux paksas : celui entre la nouvelle lune et la pleine lune s'appelle gaura (le lumineux) ; celui entre la pleine lune et la nouvelle lune porte le nom de Krishna (le sombre) ;
- 2 mois lunaires forment un Ruthu ;
- 3 Ruthu composent 1 Aayanam ;
- 2 Aayana donnent 1 année.

## Métrique tropicale (jour) et cosmique
- un jamu vaut 7½ dhadiya ;
- 8 jamu valent la moitié du jour (journée ou nuit) ;
- un ahoratram est un jour tropical[2].

Les années sont groupées en yugas ou âges :

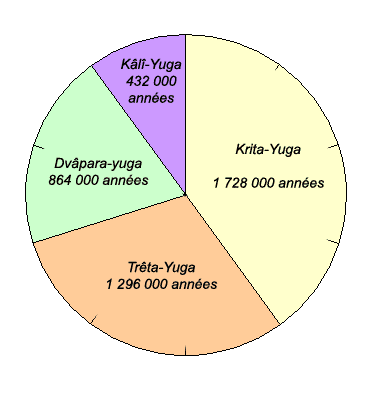
les différents âges d'un mahâyuga.

- un cycle comprenant les quatre yuga ci-contre est une mahâyuga (4 320 000 années solaires), le millième d'un kalpa ;
- un manvantara se compose de 71 mahâyugas (306 720 000 années solaires) ;
- après chaque manvantara suit un Sandhi Kala d'une durée de 1 728 000 années solaires. Durant un Sandhi Kala, la terre entière est submergée par l'eau ;
- un kalpa se compose d'une période de 1 728 000 années solaires, appelée Adi Sandhi, suivie de 14 manvantaras et Sandhi Kala pour un total de 1000 mahâyugas soit 4 320 000 000 années solaires ;
- deux kalpas (une journée et une nuit) constituent un jour de Brahmā ; le cycle de vie de Brahmâ est de cent années de Brahmâ, ou 311 040 milliards d'années, soit 1 maha-kalpa (un « grand kalpa ») – 72 000 kalpas ;

D'après la cosmogonie hindoue, Brahmâ crée l'univers chacun de ses jours puis le réintègre en lui chacune de ses nuits, sous forme de potentialité. En somme, en utilisant le vocabulaire de la cosmologie actuelle, chaque jour de Brahma commence par un Big Bang et se termine par un Big Crunch. Mais, à la fin du cycle de vie de Brahma, l'univers se résorbera dans l'ineffable esprit du monde et un nouveau dieu créateur commencera un cycle de création.